# Grand Prix Formule 1 van Canada 1976
De Grand Prix Formule 1 van Canada 1976 werd gehouden op 3 oktober 1976 in Mosport Park.

## Uitslag
| Positie | Nummer | Rijder             | Team               | Ronden | Tijd/Opgave | Startplaats | Punten |
| ------- | ------ | ------------------ | ------------------ | ------ | ----------- | ----------- | ------ |
| 1       | 11     | James Hunt         | McLaren-Ford       | 80     | 1:40:09.626 | 1           | 9      |
| 2       | 4      | Patrick Depailler  | Tyrrell-Ford       | 80     | + 6.331     | 4           | 6      |
| 3       | 5      | Mario Andretti     | Lotus-Ford         | 80     | + 10.366    | 5           | 4      |
| 4       | 3      | Jody Scheckter     | Tyrrell-Ford       | 80     | + 19.745    | 7           | 3      |
| 5       | 12     | Jochen Mass        | McLaren-Ford       | 80     | + 41.811    | 11          | 2      |
| 6       | 2      | Clay Regazzoni     | Ferrari            | 80     | + 46.256    | 12          | 1      |
| 7       | 8      | Carlos Pace        | Brabham-Alfa Romeo | 80     | + 46.472    | 10          |        |
| 8       | 1      | Niki Lauda         | Ferrari            | 80     | + 1:12.957  | 6           |        |
| 9       | 10     | Ronnie Peterson    | March-Ford         | 79     | + 1 Ronde   | 2           |        |
| 10      | 28     | John Watson        | Penske-Ford        | 79     | + 1 Ronde   | 14          |        |
| 11      | 16     | Tom Pryce          | Shadow-Ford        | 79     | + 1 Ronde   | 13          |        |
| 12      | 6      | Gunnar Nilsson     | Lotus-Ford         | 79     | + 1 Ronde   | 15          |        |
| 13      | 22     | Jacky Ickx         | Ensign-Ford        | 79     | + 1 Ronde   | 16          |        |
| 14      | 9      | Vittorio Brambilla | March-Ford         | 79     | + 1 Ronde   | 3           |        |
| 15      | 18     | Brett Lunger       | Surtees-Ford       | 78     | + 2 Ronden  | 22          |        |
| 16      | 19     | Alan Jones         | Surtees-Ford       | 78     | + 2 Ronden  | 20          |        |
| 17      | 7      | Larry Perkins      | Brabham-Alfa Romeo | 78     | + 2 Ronden  | 19          |        |
| 18      | 17     | Jean-Pierre Jarier | Shadow-Ford        | 77     | + 3 Ronden  | 18          |        |
| 19      | 38     | Henri Pescarolo    | Surtees-Ford       | 77     | + 3 Ronden  | 21          |        |
| 20      | 25     | Guy Edwards        | Hesketh-Ford       | 75     | + 5 Ronden  | 23          |        |
| NF      | 26     | Jacques Laffite    | Ligier-Matra       | 43     | Oliedruk    | 9           |        |
| NF      | 30     | Emerson Fittipaldi | Fittipaldi-Ford    | 41     | Uitlaat     | 17          |        |
| NF      | 34     | Hans Joachim Stuck | March-Ford         | 36     | Handling    | 8           |        |
| NF      | 20     | Arturo Merzario    | Wolf-Ford          | 11     | Ongeluk     | 24          |        |
| NS      | 24     | Harald Ertl        | Hesketh-Ford       | 0      | Ongeluk     | 25          |        |
| NS      | 21     | Chris Amon         | Wolf-Ford          | 0      | Ongeluk     | 26          |        |
| NQ      | 39     | Otto Stuppacher    | Tyrrell-Ford       |        |             |             |        |

## Statistieken
| Pole-position | James Hunt        | McLaren-Ford | 1:12.389 |
| Snelste ronde | Patrick Depailler | Tyrrell-Ford | 1:13.817 |

1967 · 1968 · 1969 · 1970 · 1971 · 1972 · 1973 · 1974 · 1976 · 1977 · 1978 · 1979 · 1980 · 1981 · 1982 · 1983 · 1984 · 1985 · 1986 · 1988 · 1989 · 1990 · 1991 · 1992 · 1993 · 1994 · 1995 · 1996 · 1997 · 1998 · 1999 · 2000 · 2001 · 2002 · 2003 · 2004 · 2005 · 2006 · 2007 · 2008 · 2010 · 2011 · 2012 · 2013 · 2014 · 2015 · 2016 · 2017 · 2018 · 2019 · 2022 · 2023 · 2024 · 2025 · 2026 · 2027 · 2028 · 2029